# Codex Trajectinus
O Codex Trajectinus (literalmente Códice Trajectinus; também conhecido como  Edda de Utrecht ) é uma cópia, escrita em papel, por volta de 1600, de um manuscrito medieval islandês do século XIII, entretanto desaparecido.

Está depositada na biblioteca da Universidade de Utrecht, e catalogada como MSS 1374.

Contém a versão T da Edda em prosa de Snorri Sturluson, a mais próxima da versão R,  existente no Codex Regius. 